# Francisco de Saavedra
Juan Francisco de Saavedra y Sangronis (ur. 4 października 1746 w Sewilli, zm. 25 listopada 1819 tamże) – hiszpański wojskowy i dyplomata, człowiek oświecenia.
Był wybitnym hiszpańskim wojskowym, urzędnikiem państwowym i dyplomatą. Za panowania Karola III pełnił obowiązki ministerialne w Hiszpanii i w Ameryce. Wyróżnił się jako pełnomocnik królewski w procesie wyparcia Anglików z Zatoki Meksykańskiej, a także wspierania przez Hiszpanię niepodległości brytyjskich kolonii w Ameryki Północnej. Później został mianowany sekretarzem skarbu i stanu przez Karola IV i ponownie sekretarzem stanu przez Ferdynanda VII. W 1808 w czasie okupacji francuskiej został mianowany przewodniczący krajowej rady Junta Suprema w Sewilli, był także członkiem rady regencyjnej królestwa w 1810 roku. Za swoje zasługi otrzymał Order Karola III.